# Lesa
Lesa – miejscowość i gmina we Włoszech, w regionie Piemont, w prowincji Novara.
Według danych na rok 2004 gminę zamieszkiwały 2402 osoby, 200,2 os./km².